# Steinbach (Sankt Wolfgang)
Steinbach ist ein Ortsteil der Gemeinde St. Wolfgang im oberbayerischen Landkreis Erding.

## Geographie
Der Weiler Steinbach liegt am Oberlauf des gleichnamigen, größten Zuflusses des Oberlaufs der Goldach. Der Steinbach entspringt an der Hangkante der westlichen Ausläufer des Gattergebirges. Die größere Siedlungsgruppe des Ortes liegt knapp 3 Kilometer nordöstlich von Sankt Wolfgang und 2,2 Kilometer südöstlich von Armstorf auf etwa 553 m ü. NHN. Die Häuser mit den Nummern 4 und 5 liegen etwa 240 m weiter nordöstlich als die Hausnummern 1 bis 3 auf etwa 535 m ü. NHN.

## Geschichte

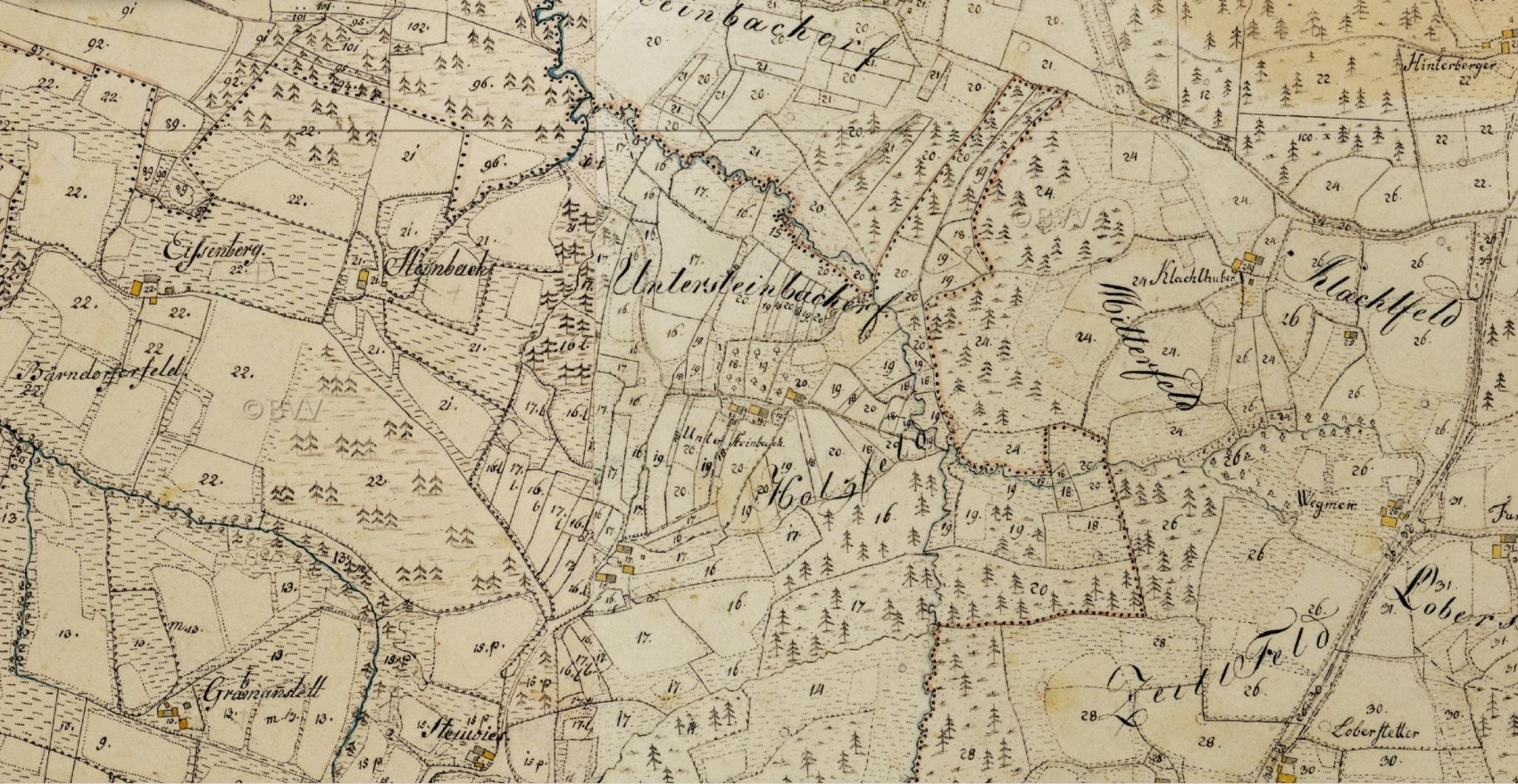
Steinbach (Haus Nr. 6), Untersteinbach (Nr. 4–5) und ein weiterer Hof (Nr. 1–3), 1843

Der Ortsname spricht für eine Entstehung zwischen den Jahren 1000 und 1200. Steinbach bestand im Jahr 1600 aus fünf Höfen, von denen die Höfe Fenken, Marx und Simon freie Wehrbauerngüter waren.

## Bevölkerungsentwicklung
Um 1925 gab es in Steinbach 26 Einwohner. Im Mai 1987 lebten dort 27 Einwohner in sechs Wohngebäuden, von denen eins in zwei Wohnungen aufgeteilt war.
| Jahr      | 1925 | 1950 | 1970 | 1987 |
| Einwohner | 26   | 33   | 26   | 27   |